# Steginoporella triangularis
Steginoporella triangularis är en mossdjursart som beskrevs av Amui och Kaselowsky 2006. Steginoporella triangularis ingår i släktet Steginoporella och familjen Steginoporellidae. Inga underarter finns listade i Catalogue of Life.